# Simon Kaijser da Silva
Simon Kaijser da Silva, né le 18 novembre 1969 à Danderyd en Suède, est un réalisateur suédois.

## Filmographie
- 2002 : Skeppsholmen
- 2005 : Coachen (TV)
- 2007 : En riktig jul (TV)
- 2007 : Höök (TV)
- 2009 : De halvt dolda (TV)
- 2011 : Stockholm Express
- 2012 : Snö (TV)